# Hochschule Bochum

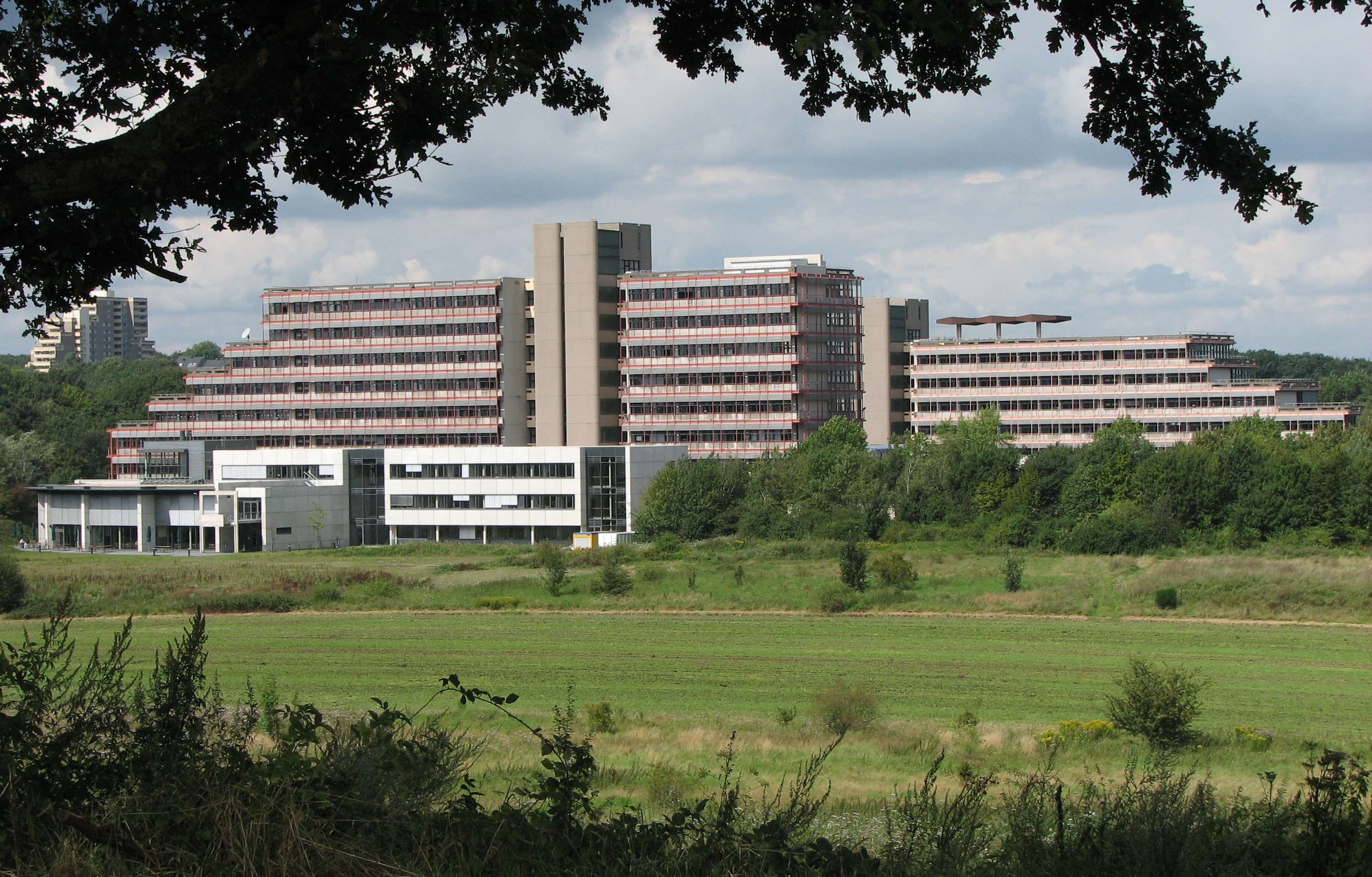
Zentralcampus Südansicht (2007)

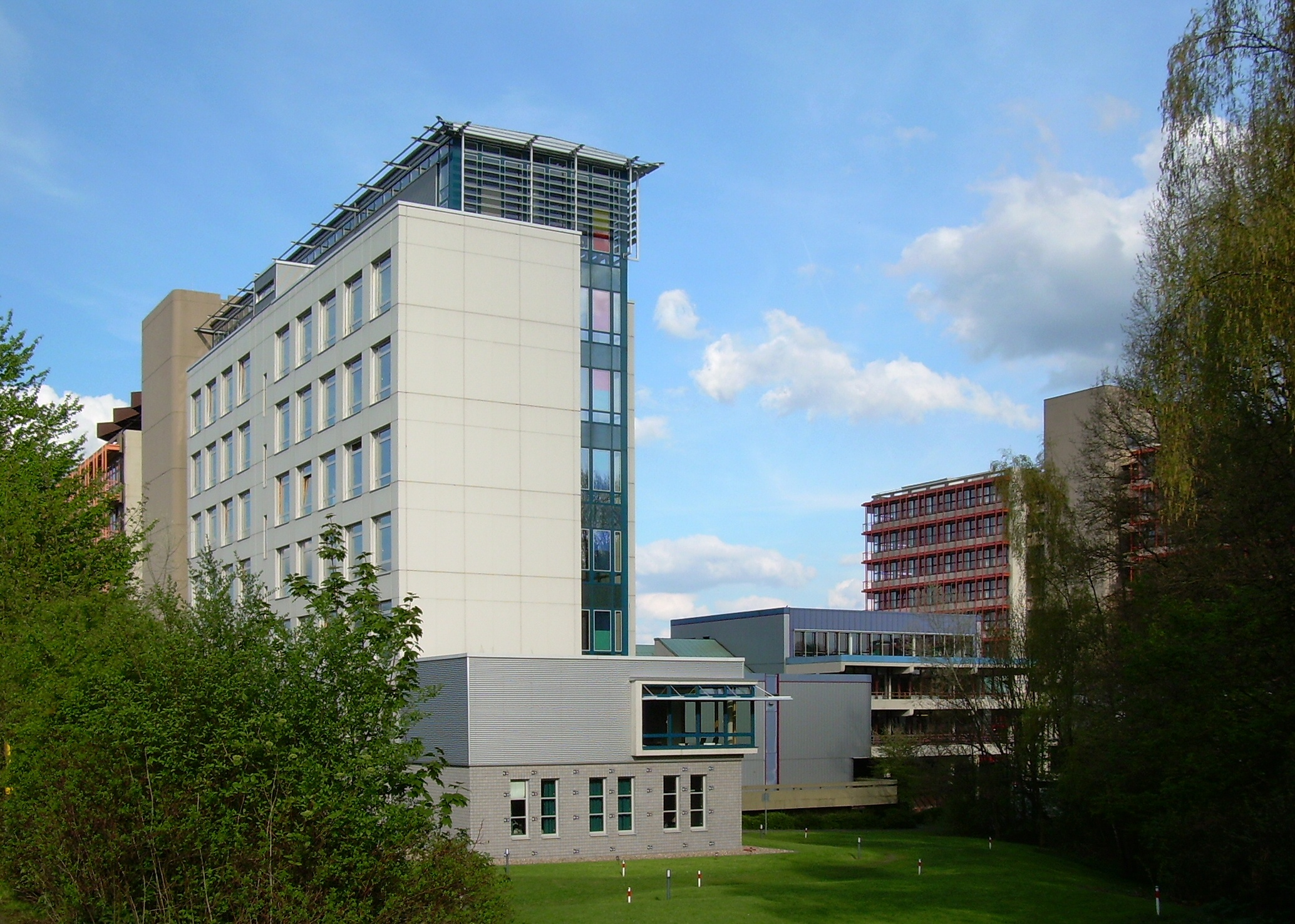
Zentralcampus
Nordwestansicht (2006)

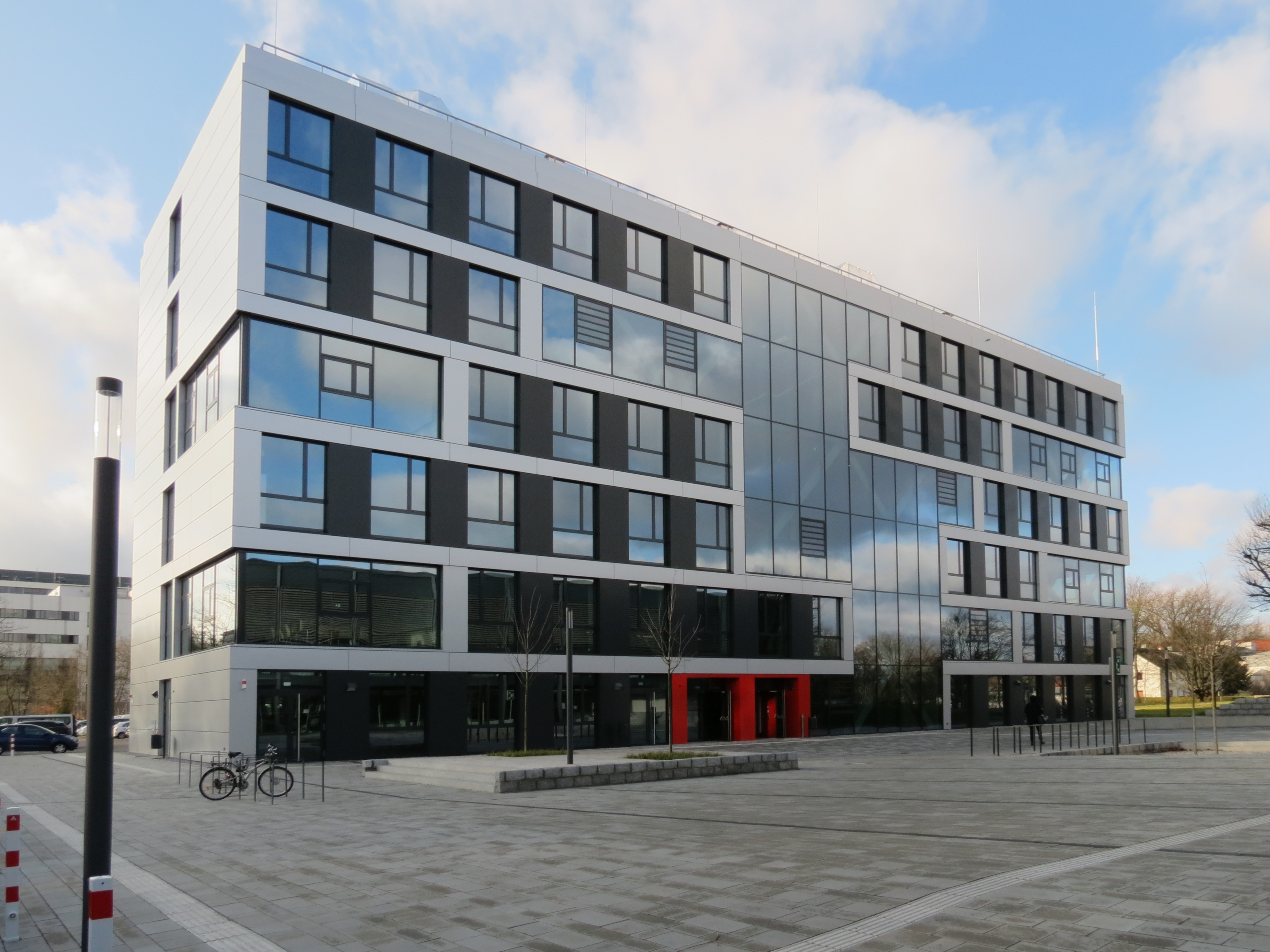
Zentralcampus Seminargebäude H, Fachbereiche Architektur, Bau- und Umweltingenieurwesen

Die Hochschule Bochum ist eine Hochschule für angewandte Wissenschaften, die auf Technik, Wirtschaft und Gesundheit spezialisiert ist. Sie hat zum Wintersemester 2024/25 9333 Studierende und 963 Beschäftigte. Sie wurde 1971 im Bochumer Stadtteil Querenburg als Fachhochschule Bochum gegründet. Am 1. Januar 2025 schlossen sich die Hochschule Bochum und Hochschule für Gesundheit zusammen.

## Bedeutung
In der Region Mittleres Ruhrgebiet und darüber hinaus ist die Hochschule vor allem durch ihre Lehre und Forschung in vier Bereichen präsent: Als Hochschule mit einem interdisziplinären Studienangebot im Bereich „Nachhaltigkeit“, mit einem internationalen Schwerpunkt in Sachen „Engineering“ (Mechatronik und Maschinenbau, Elektrotechnik und Informatik), als Hochschule mit einem breiten Spektrum im Kompetenzbereich „Raum und Bau“ und als Hochschule mit einem internationalen Studienangebot im Bereich Wirtschaft.
Neben Studienmöglichkeiten an Partnerhochschulen, z. B. in Großbritannien, Frankreich, Spanien und Irland bietet die Hochschule ihren Wirtschaftsstudenten sechs binationale Studiengänge, zum Teil mit Doppel-Abschlüssen.
Drei Fachbereiche sind im Schwerpunkt „Raum und Bau“ zusammengefasst: Bau- und Umweltingenieurwesen mit den Richtungen „Konstruktiver Ingenieurbau“, „Verkehrssysteme und Verkehrsmanagement“, „Wasser und Umwelt“ sowie „Bauprojektmanagement“; Vermessungswesen und Geoinformatik, mit dem auf die Anforderungen moderner computergestützter Nutzung und Verarbeitung von Raumdaten ausgerichteten Studiengang Geoinformatik sowie Architektur.
Der Architekturfachbereich bildet nach amerikanischem Vorbild aus – jedem Studierenden wird ein eigener Arbeitsplatz in der Hochschule zur Verfügung gestellt. In der „BlueBox“ sind auf 1.200 Quadratmetern rund 250 Arbeitsplätze mit PC- und Laptopanbindung (Wireless LAN) eingerichtet, für die Master-Studiengänge gibt es ein eigenes „Masterstudio“. Seit Anfang 2009 wurde die „BlueBox“ kernsaniert und wurde am 4. Mai 2011 wiedereröffnet.
In einigen Fachbereichen ist auch ein berufsbegleitendes Studium möglich.
In der „Kooperativen Ingenieurausbildung“ (KIA) erwerben die Absolventen eine Doppelqualifikation:
- Sie schließen ein Bachelorstudium an der Hochschule mit der Bachelor-Prüfung ab.
- Parallel zum Studium wird eine Berufsausbildung in einem Metall- oder Elektroberuf mit der Prüfung vor der Industrie- und Handelskammer (IHK) bzw. der Kreishandwerkerschaft abgeschlossen.

Seit 2016 bietet die Hochschule außerdem die neu konzipierten Studiengänge „Nachhaltige Entwicklung“ (Bachelor-Programm) sowie die Masterstudiengänge „Angewandte Nachhaltigkeit“ und „Nachhaltige Entwicklung“ (Master-Programm) an. Die Nachhaltigkeits-Studiengänge sind interdisziplinär aufgebaut und werden von Hochschuldozierenden aus den Wirtschafts- und Sozialwissenschaften, dem Bau- und Umweltingenieurwesen, dem Maschinenbau sowie aus der Elektrotechnik und Informatik unterrichtet. Als interdisziplinäres Angebot stellen sie keinen eigenen Fachbereich dar, sondern sind organisatorisch dem Fachbereich Elektrotechnik und Informatik untergeordnet. Die Studieninhalte umfassen a) Nachhaltigkeitswissenschaften, b) wirtschafts- und sozialwissenschaftliche sowie c) ingenieurwissenschaftliche und technische Perspektiven und Anforderungen einer nachhaltigen Ausrichtung von Unternehmen, Politik und Gesellschaft.
Der Masterstudiengang „Nachhaltige Entwicklung“ baut auf dem gleichnamigen, 7-semestrigen Bachelorstudium auf; der Masterstudiengang „Angewandte Nachhaltigkeit“ ist ein nicht-konsekutives Angebot für alle Studierenden die einen Bachelorabschluss in einem anderen Fach erworben haben. Studierende beider Fächer stehen im engen Austausch miteinander und besuchen z. T. gemeinsam Kurse. Grundsätzlich liegt der Fokus im NE jedoch auf dem inhaltlichen Aufbau auf dem Bachelorstudium, während AN von einer stärkeren allgemeinen Einführung in die Grundlagen der Nachhaltigkeitswissenschaften geprägt ist. Beide Master-Studiengänge verleihen den akademischen Grad M. Sc.

## Forschungsschwerpunkte

### Data-Driven & Smart-Technologie
Dieser Forschungsschwerpunkt befasst sich mit der Anwendung von Künstlicher Intelligenz (KI), Data Science und Cyber-Physical Systems. Ziel ist die Entwicklung nachhaltiger und vertrauenswürdiger KI-Lösungen („Green & Trustworthy AI“) sowie innovativer Anwendungen in den Bereichen Bildung und moderne Produktionstechniken. Darüber hinaus werden interdisziplinäre Erkenntnisse genutzt, um Fortschritte in Anwendungsfeldern wie Logistik, Smart-City-Konzepte und nachhaltige Technologien zu erzielen.

### Smart Mobility & Building
Dieser Forschungsschwerpunkt widmet sich der Entwicklung intelligenter Mobilitätskonzepte und moderner Bauweisen. Im Fokus stehen nachhaltige Verkehrssysteme, intelligente Mobilitätslösungen und innovative Gebäudeinfrastrukturen. Durch interdisziplinäre Ansätze werden umweltfreundliche und effiziente städtische Anwendungen gefördert.

### Ressourcen und Nachhaltigkeit
Dieser Schwerpunkt setzt auf einen interdisziplinären Ansatz, um Themen der Nachhaltigkeitswissenschaften sowie der Ressourcennutzung und des Ressourcenmanagements zu erforschen. Besondere Aufmerksamkeit gilt der effizienten Nutzung von Wasser und Energie, der Sicherstellung der Versorgungssicherheit, der Stärkung von Resilienz sowie der Förderung zirkulärer Wertschöpfungskonzepte. Ziel ist es, Lösungen für eine nachhaltige Zukunft zu entwickeln.

## Fachbereiche
- Architektur
- Bau- und Umweltingenieurwesen
- Elektrotechnik und Informatik
- Geodäsie
- Gesundheitswissenschaften
- Mechatronik und Maschinenbau
- Pflege-, Hebammen- und Therapiewissenschaften
- Wirtschaft

## Institute und Labore der Fachbereiche
Fachbereich Bau- und Umweltingenieurwesen
- Institut für Baubetrieb und Bauverfahrenstechnik
- Institut für Bauphysik und Konstruktion
- BIM-Institut
- Institut für Geotechnik - IGT
- Institut für Konstruktiven Ingenieurbau
- Institut für Mobilität und Verkehrssysteme
- Institut für Wasser, Umwelt und Energie
- Lehrgebiet für Technische Mechanik, Baustatik, Holz- und Brückenbau
- Labor für Bauphysik
- Labor für Baustoffe und Konstruktiven Ingenieurbau
- CAD-Labor
- Labor für Geotechnik und Grundbau
- Labor für Siedlungswasserwirtschaft
- Labor für Umwelttechnik
- Labor für Wasserbau

Fachbereich Elektrotechnik und Informatik
- Institut für Automatisierung und Industrie 4.0
- BO Smart Factory
- Communications and Electromagnetics Institute
- Institut für Elektromobilität
- Institut für Informatik
- Integratives Institut Nachhaltige Entwicklung (IINE)
- Institut für Systemtechnik
- Labor für Angewandte Informatik und Datenbanken
- Applikationslabor für Mikrosensoren, -aktoren und -systemen
- Labor für E-Learning und Physikdidaktik
- Mathematik und Informatik im Anwendungsfeld Industrie 4.0
- Elektrische Energietechnik der Netze
- Labor für Medienkommunikation, Internet und Robotik
- Labor für Software Engineering und Künstliche Intelligenz
- Labor für praktische Informatik und Data Science
- Labor für Energieautarke Systeme
- Lehr- und Forschungslabor für Nachhaltige Entwicklung
- Labor für Nachhaltigkeit in der Technik
- Nachhaltige Entwicklung mit soziologischer Ausrichtung
- Lehrgebiet Physik und Grundlagen Elektrotechnik/Elektronik
- Zentrales Elektroniklabor
- Physiklabor

Fachbereich Geodäsie
- Labor für Geoinformatik
- Labor für Geovisualisierung - GeoVisLab
- Labor für Industrielle Messtechnik
- Labor für Instrumentenprüfung und Längenmesstechnik
- Instrumentensammlung und -ausgabe
- Labor für Mobile Mapping Systeme
- Labor für optische 3D-Messtechnik
- Labor für Physikalische Messtechnik

Fachbereich Mechatronik und Maschinenbau
- Institut für Additive Fertigung
- Interdisziplinäres Institut für Angewandte KI und Data Science Ruhr
- Institut für Antriebstechnik
- Institut für Automatisierung
- Institut Betriebsorganisation und Logistik
- BO Smart Factory
- Institut für Maschinenelemente und Konstruktionstechnik
- Institut für Mathematik und Informatik
- Institut für Mechanik
- Institut für Werkstoff- und Fügetechnik
- Institut für Thermo- und Fluiddynamik
- Institut für Robotik und Mechatronik

## Studentische Projekte

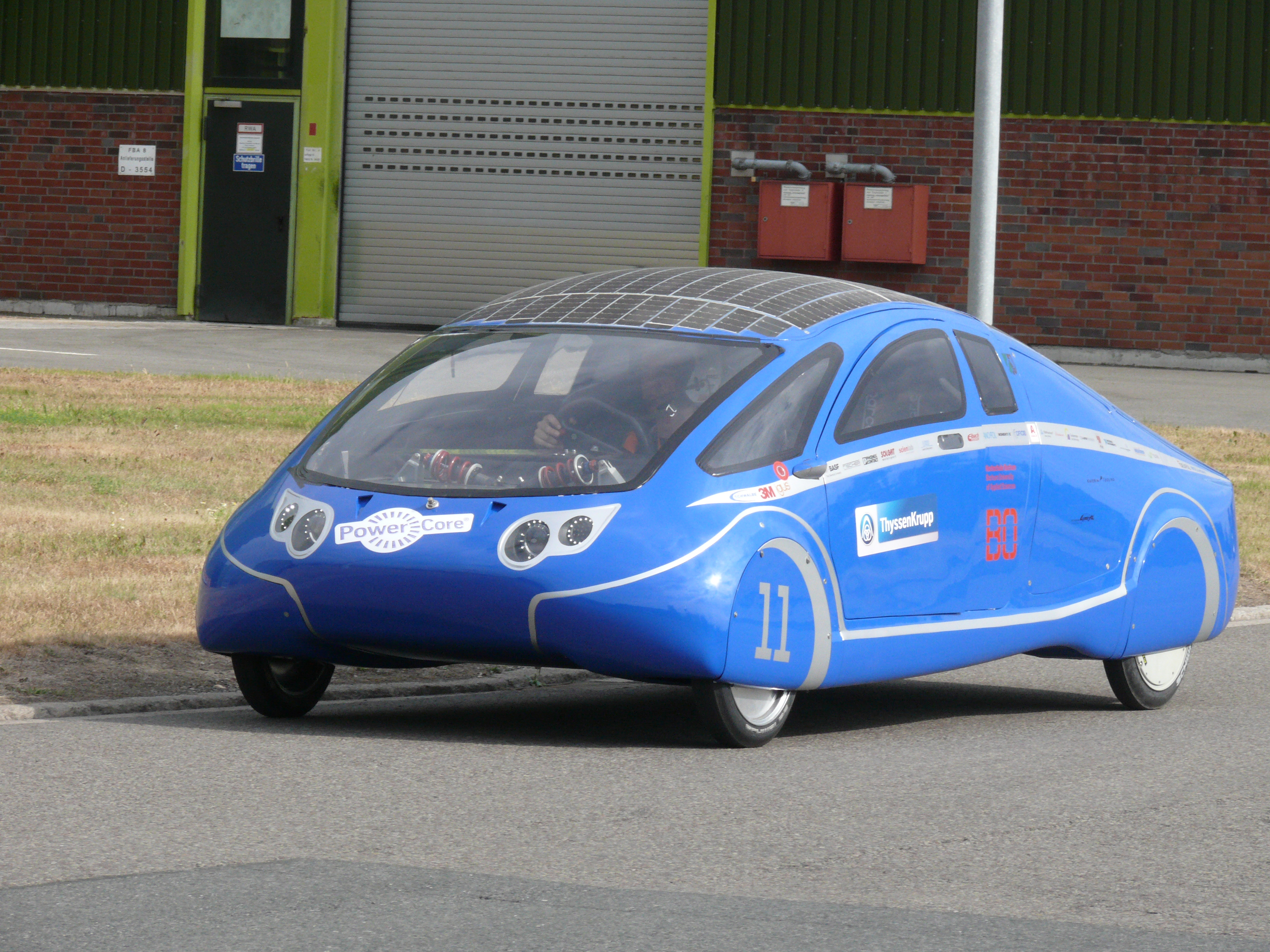
PowerCore SunCruiser (2013)

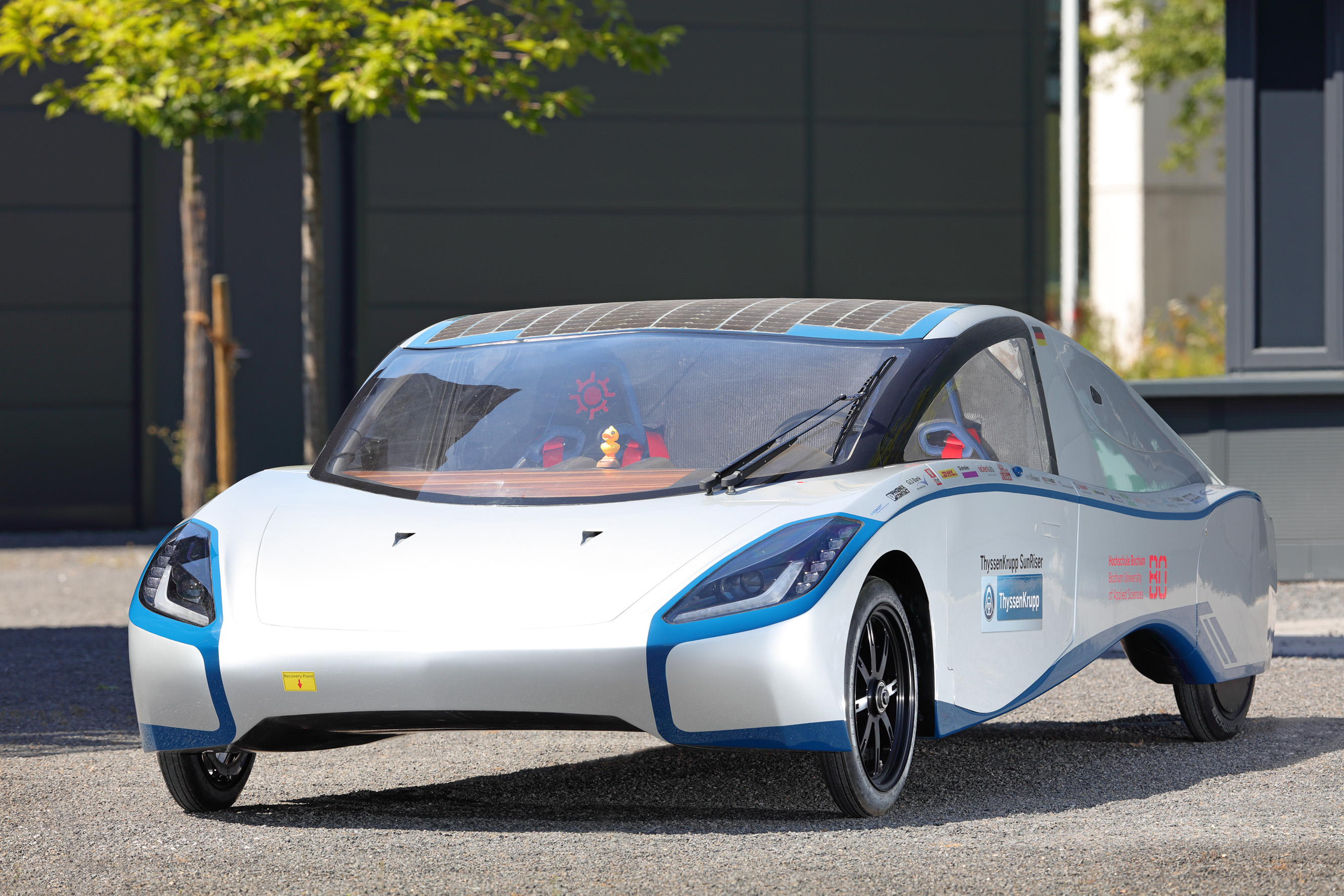
ThyssenKrupp SunRiser (2015)

Eines der größten Projekte der Hochschule ist das Solarcar Team, welches seit 2002 an der Hochschule existiert. Das Team besteht aus etwa 30 Studenten der Hochschule. An dem Projekt können alle Fachbereiche teilnehmen. Das erste Solarfahrzeug wurde im Jahre 1998 bis 2001 in Kooperation mit der London South Bank University gebaut. 2002 wurde dann der erste in Bochum entwickelte und gebaute Wagen HansGo! fertiggestellt. Seit 2003 nimmt die Hochschule Bochum an der alle zwei Jahre ausgetragenen World Solar Challenge teil, bei der bereits im ersten Jahr Platz 5 erreicht wurde. 2007 wurde auf der australischen WSC mit einem neuen Fahrzeug, dem SolarWorld No. 1, der vierte Platz erreicht. Ein Jahr später konnte auf der American Solar Challenge 2008 der dritte Platz erreicht werden. 2009 wurde mit dem BOcruiser das erste vierräderige Fahrzeug fertiggestellt, welches mehr Bezug zur Alltagstauglichkeit haben soll. 2010 erreichte der BOcruiser auf der European Solar Challenge Platz 1. Vom Oktober 2011 bis zum Dezember 2012 befand sich das Fahrzeug „SolarWorld GT“ 415 Tage auf Weltumrundung. Fast 29.000 Kilometer lang führte die Route über Neuseeland, USA, Italien, Monaco, Frankreich, Luxemburg, Deutschland, Tschechien, Österreich, Ungarn, Rumänien, Moldawien, Ukraine und Russland wieder zurück an den Ausgangspunkt nach Adelaide, Australien. Das darauffolgende Solarfahrzeug aus Bochum, PowerCore SunCruiser, schloss die World Solar Challenge 2013 im Oktober in Australien als Vizeweltmeister ab.
Das Auto für 2015 war der ThyssenKrupp SunRiser, ein zweisitziges Sport-Coupé. Es soll die positiven Eigenschaften aller bisherigen Solarmobile kombinieren. Bei diesem Fahrzeug standen in der Entwicklung die Erprobung neuer Werkstoffe, ein ansprechendes Design und Alltagstauglichkeit im Vordergrund. Außerdem ist der SunRiser das erste Solarfahrzeug der Hochschule, das statt einem Renncockpit einen ansprechenden Innenraum besitzt. Bei der World Solar Challenge 2015 belegte der ThyssenKrupp SunRiser den dritten Platz in der „Cruiser Class“ und erhielt zudem die „Judges Commendation“, einen Preis für das Auto, das die Jury hinsichtlich Design und Nutzbarkeit als bestes Fahrzeug erachtet.
Für 2017 entstand der „ThyssenKrupp Blue.Cruiser“; hinter dem „Stella Vie“ der niederländischen Mannschaft Solar Team Eindhoven belegte die Hochschule Bochum mit der gleichen Durchschnittsgeschwindigkeit von 69 km/h – wie schon 2013 – den zweiten Platz der „Cruiser Class“.
2022 ging ein umgebauter geländegängiger Land Rover Defender 110 aus dem Jahr 2003 auf Europatour. Die Tour führte durch 24 Länder, zählte 86 Tage und warb für energetisch autarkes Reisen.

## Standorte

### Zentralcampus
Die 1971 in Bochum gegründete Fachhochschule bezog ab 1979 den heute „Zentralcampus“ genannten Standort in unmittelbarer Nähe der Ruhr-Universität Bochum. Der Campus liegt – angrenzend an ein Naturschutzgebiet – mitten im Ruhrgebiet und ist gut mit dem Fahrrad, dem ÖPNV und mit weiteren Verkehrsmitteln erreichbar. Am Zentralcampus der Hochschule Bochum werden Studiengänge aus den Bereichen Architektur und Bau, Informatik, Ingenieurwissenschaften und Wirtschaft angeboten.

### Gesundheitscampus

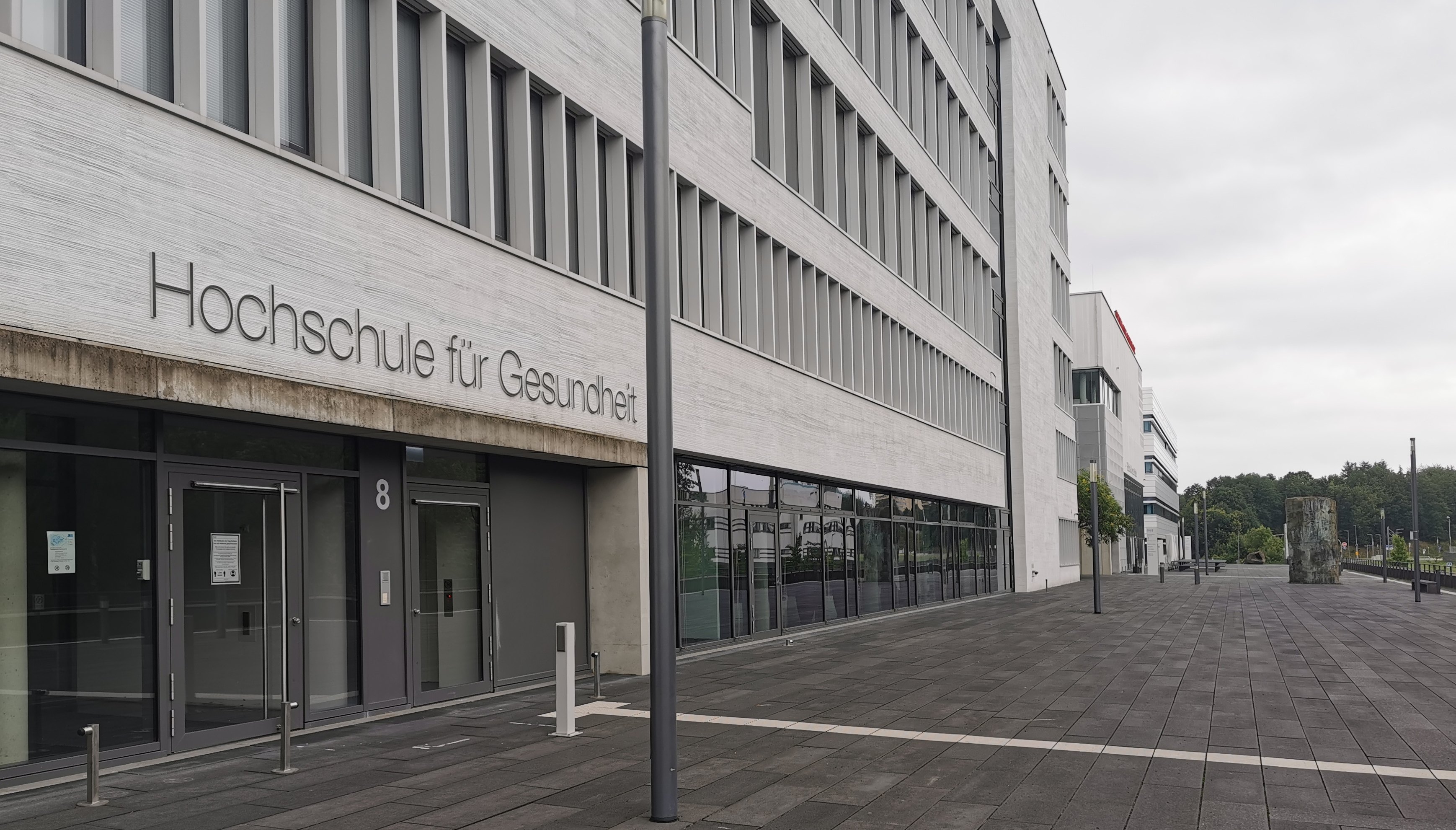
Gesundheitscampus

Am Standort Gesundheitscampus der Hochschule Bochum werden eine Vielzahl von Gesundheits-Studiengängen angeboten. Der Campus wurde 2015 von der ehemaligen HS-Gesundheit bezogen, die sich im Jahre 2025 mit der Hochschule Bochum zusammenschloss.
Der Campus besteht aus zwei Gebäuden:
- Gesundheitscampus 6 Mensa, Hörsäle und Bibliothek.
- Gesundheitscampus 8 Seminarräume, Büros und spezialisierte Skills-Labs für praxisorientiertes Lernen.

### Campus Velbert/Heiligenhaus

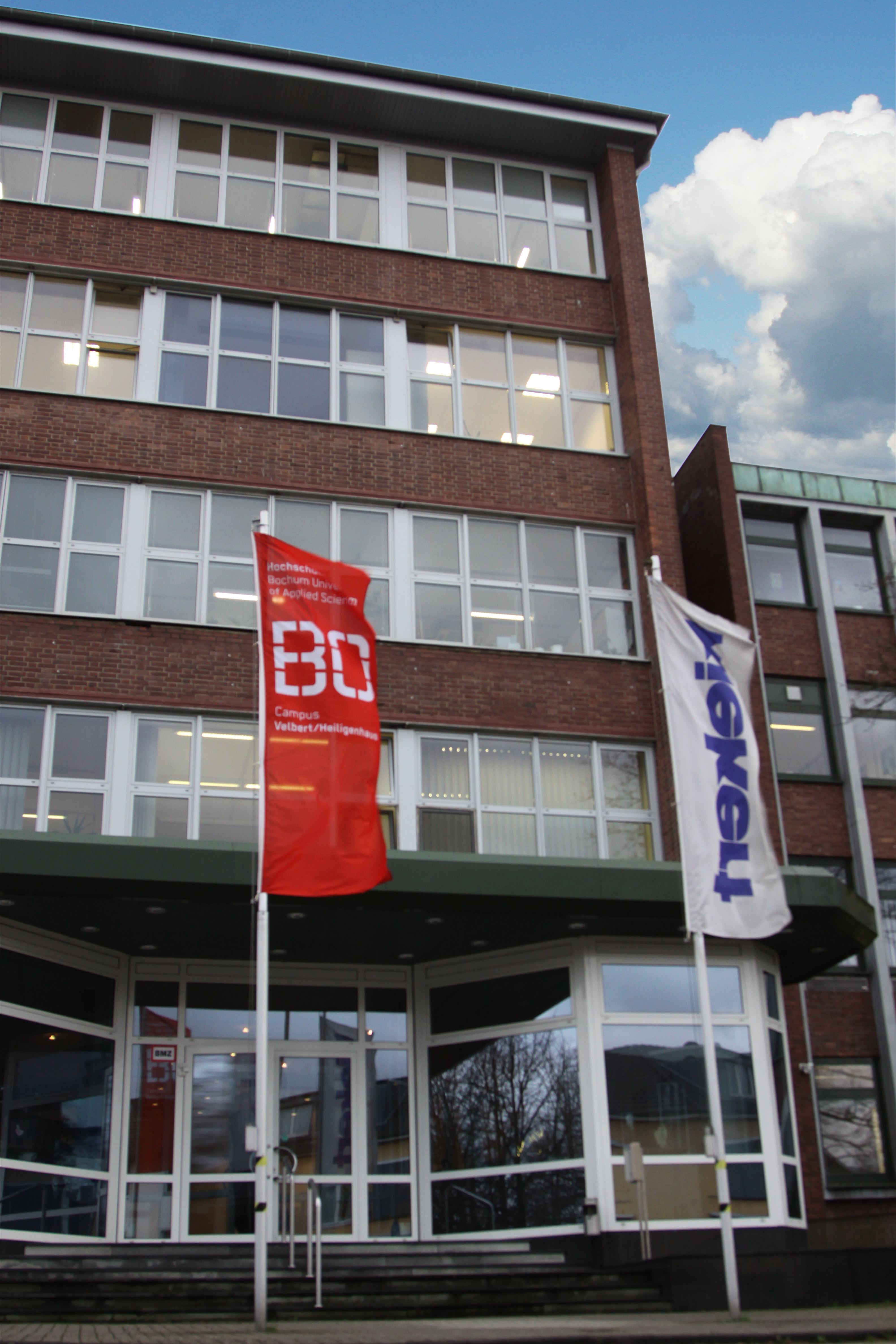
Campus Velbert/Heiligenhaus (bei Kiekert AG)

Im September 2009 eröffnete die Hochschule Bochum eine Außenstelle am Campus Velbert/Heiligenhaus (CVH). Besonderheit des Studiums am CVH ist die interdisziplinäre Ausrichtung und die Zusammenarbeit mit den Wirtschaftsunternehmen in der Region. So werden alle Studiengänge am Standort auch als duales Studium angeboten. Hierbei gibt es nicht nur die klassische duale Studienvariante: Lehre plus Studium (kooperative Ausbildung), Studierende können sich auch für das kooperative Ingenieurstudium entscheiden, hierbei werden Praktikatage im Unternehmen mit Präsenzveranstaltungen an der Hochschule kombiniert. In seinem Studienkonzept betont der Standort Velbert/Heiligenhaus Aspekte der technischen und hardwarenahen Informatik in der Mechatronik, wie sie u. a. bei mechatronischen Systemen in der regionalen Wirtschaft angewendet werden (z. B. elektronische Türschlösser oder Schließsysteme für Autos) und zunehmend an Bedeutung gewinnen.

## Kooperationen
Der CVH zählt bis Ende 2015 über 100 Unternehmen aus der Region zu seinen Kooperationspartnern. Diese Unternehmen haben sich für eine duale Ingenieurausbildung in Zusammenarbeit mit dem CVH entschieden. Ziel der Hochschule ist es, eine praxisnahe Ausbildung mit einem intensiven Ausbildungs-, Forschungs- und Entwicklungsbezug anzubieten.
Seit dem Start im Wintersemester 2009/2010 war der Campus Velbert/Heiligenhaus in Räumen der Firma Kiekert AG in Heiligenhaus untergebracht. Seit März 2017 hat der Campus seine eigenen Räumlichkeiten an der Kettwiger Straße in Heiligenhaus. Neben den Hörsälen, Laboren und Seminarräumen gehört zum Campus auch eine eigene Bibliothek und ein großes Multitechnikum für interdisziplinäre Forschungsarbeiten. 2015 waren rund 280 Studierende am CVH eingeschrieben. Langfristig sollen bis zu 400 Nachwuchsingenieure am neuen Standort ausgebildet werden.

## Zdi-Schülerlabor
Am Campus Velbert/Heiligenhaus befindet sich eines von insgesamt drei zdi-Schülerlaboren im Kreis Mettmann. Das TEC Lab CVH bietet schwerpunktmäßig Versuche im Bereich Mechatronik, IT und Physik für Oberstufenschüler und die Mittelstufe an.

## Makerspace
An den Zentralcampus angrenzend betreibt die Hochschule Bochum einen Makerspace mit dem Namen „BO MachBar“. Der Makerspace ist Teil des Forschungs- und Nachhaltigkeitsprojekts „THALESruhr“ und bietet als offene Werkstatt einen kostenlosen Zugang zu Werkzeugen, Technologien, Materialien und Know-how.